# قیفک ماز
قیفک ماز (نام علمی: Conus rainesae) نام یک گونه از سرده قیفک‌ها است.